# Julské Alpy
Julské Alpy (slovinsky Julijske Alpe, italsky Alpi Giulie) jsou pohoří Jižních vápencových Alp, které se táhnou od severozápadu Slovinska do severovýchodní Itálie. Nejvyšší horou je 2 864 m vysoký Triglav, nejvyšší vrchol Slovinska a bývalé Jugoslávie. Velká část Julských Alp je součástí Triglavského národního parku. Druhý nejvyšší vrchol pohoří, 2 755 m vysoký Jôf di Montasio, leží v Itálii.
Rozloha Julských Alp je přibližně 4 400 km² (z toho 1 542 km² leží v Itálii), nacházejí se mezi údolím Sávy a údolím Val Canale. Dělí se na Východní a Západní Julské Alpy. Základním stavebním kamenem je triasový vápenec s výraznou vertikální modelací. 

## Název
Julské Alpy byly v antice známé jako Alpe Iulia a doložené také jako Alpes Juliana kolem roku 670 n. l., Alpis Julia kolem roku 734 a Alpes Iulias v roce 1090. Stejně jako municipium Forum Julii (dnešní italské město Cividale del Friuli) na úpatí hor bylo pohoří pojmenováno po Juliovi Caesarovi z rodu Juliánů, snad kvůli silnici, kterou nechal postavit Julius Caesar a dokončil císař Augustus.

## Geografické vymezení
Julské Alpy jsou na západě obklopeny Jižními Karnskými Alpami, které se táhnou přes údolí řeky Tagliamento, na severu hraničí s Karnskými Alpami. Údolí Sávy je odděluje od Karavanek na severovýchodě a od Kamnicko-Savinjských Alp na východě. Na jihovýchodě se rozkládá Lublaňská kotlina. Na jihu sousedí úpatí Julských Alp s okrajem pohoří Kras a dalšími pohořími Dinárských hor. 
Po směru hodinových ručiček jsou zeměpisné hranice pohoří následující: průsmyk Sella di Camporosso, průsmyk Rateče, řeka Sava Dolinka, říčka Selška Sora, průsmyk Colle Pietro, údolí Baška grapa, Tolmin, řeka Soča, říčka Učja, průsmyk Sella Carnizza, údolí Val Resia, údolí Valle del Fella, údolí Kanaltal (Val Canale) a Sella di Camporosso. 
Jeden z nejdůležitějších průsmyků v oblasti, Predel (Passo di Predil), leží mezi Tarvisiem na severu a Bovcem na horním toku řeky Soča na jihu.
Triglav (doslova "Tři hlavy") je se svými 2 864 metry nad mořem nejvyšším vrcholem Slovinska a bývalé Jugoslávie.  

## Dělení Julských Alp
Ačkoli Julské Alpy tvoří jednu ucelenou horskou skupinu, hluboká příčná údolí a průsmyky je rozdělují na jednotlivé podskupiny. Pohoří se v zásadě dělí na dvě části: Východní Julské Alpy a Západní Julské Alpy. Mnohem rozsáhlejší východní část leží téměř celá na slovinském území, zatímco ze Západních Julských Alp do Slovinska zasahuje pouze polovina skupiny Kanin; atraktivní části Západních Julských Alp - skupiny Jôf Fuart (Viš) a Jôf di Montasio (Montaž)- leží v Itálii. Nejdůležitějšími průsmyky jsou Vršič, Predel (Passo di Predil), Učja (Uccea) a Sella Nevea (Na Žlebeh) v západní části Julských Alp.

### Východní Julské Alpy
Řeka Sava Dolinka odděluje na severu Východní Julské Alpy od hřebene pohoří Karavanky, na východě pak Lublaňská kotlina od Kamnicko-Savinjských Alp. Jižní hranice Východních Julských Alp přechází nijak jednoznačně do pohoří Kras v Dinárských horách, který tvoří rozsáhlý labyrint menších, v mnoha případech na Julské Alpy navazujících pohoří.

Na území Julských Alp pramení dvě významné slovinské řeky. První je Sáva, největší a nejdelší řeka Slovinska. Vzniká soutokem Savy Bohinjky a Savy Dolinky. Druhá je Soča, která pramení nedaleko hory Jalovec mohutnou vyvěračkou pod horou Travnik, a teče na jih do Jaderského moře. Soča je pro svou čistou vodu s pěkným okolím považována za jednu z nejkrásnějších evropských řek. Z velkého počtu jezer jsou největší Bohinjské jezero a Bledské jezero.

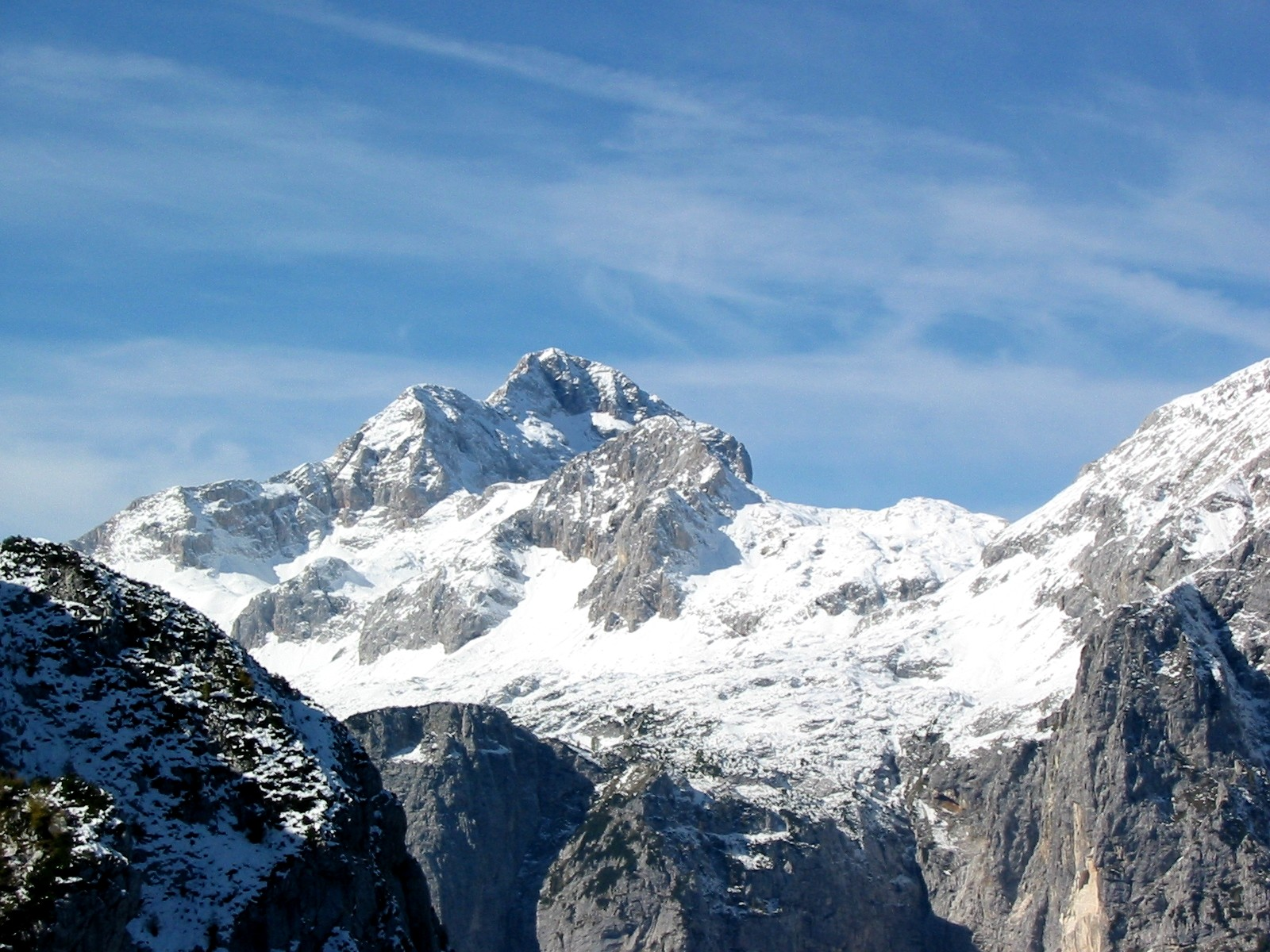
Nejvyšší hora Julských Alp – Triglav

Z hlediska horopisného dělíme Východní Julské Alpy na několik samostatných skupin a horských celků. Nejzápadnější skupinou je oblast Mangart – Jalovec, která přímo sousedí s italskou částí Julských Alp. Tuto skupinu vymezují dvě významná sedla – Predel a Vršič. Na severu ji ohraničuje údolí řeky Savy Dolinky, která zde pramení. Kromě obou vrcholů dávající celé skupině jméno zde najdeme ještě další významné vrcholy Mojstrovka a Bavški Grintavec. Na jihu na tuto horskou část navazuje skupina Monte Canin. Najdeme ji na jihozápadě území a představuje v kontextu Julských Alp svérázné území s vysoko položenou krasovou a pustou planinou a s jediným opravdovým ledovcem Julských Alp (na italské straně masivu). Oblast je dobře dostupná vybudovanou lanovkou z města Bovec. Východně od sedla Vršič se zvedá skupina Razor – Prisojnik. Tvoří ji několik mohutných vrcholů, které jsou mezi sebou pospojovány sítí velmi odvážně vedených zajištěných cest. Na tuto oblast přímo navazuje druhá nejvyšší část Východních Julských Alp, skupina Škrlatica – Martuljek. Leží na sever od sedla Luknja a končí v údolí Savy Dolinky. Na malé ploše najdeme asi největší koncentraci vysokých skalnatých štítů. Většina je turisticky nepřístupná. Na jih od této horské skupiny se na údolím Vrata tyčí nejvyšší oblast celých Julských Alp – skupina Triglav. Na jih klesají hory mírně do údolí Triglavských jezer. Na východ se pozvolna narovnávají až přejdou v Lublaňskou kotlinu.

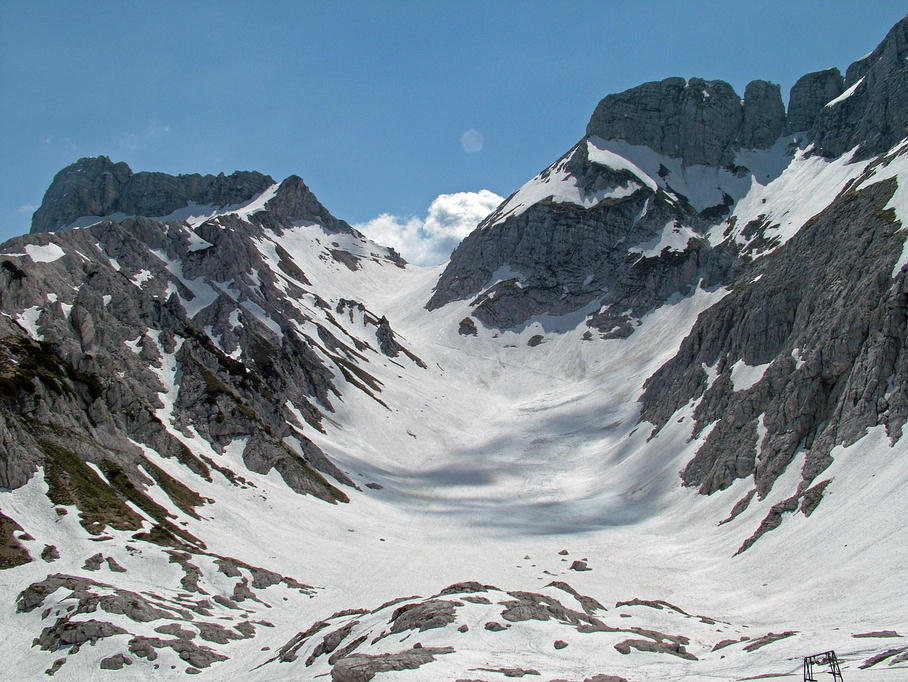
Sedlo Prevala (v masivu Canin)

### Západní Julské Alpy
Na severu jsou Západní Julské Alpy odděleny tokem říčky Rio Bianco od pohraničních Karavanek, později k jihu se točící řeka Fella dělí Západní Julské Alpy od masivu Karnských Alp. Jižní hranice není ničím výrazně tvořena, hory se pozvolna snižují do furlanských rovin.

Tato západní část Julských Alp je poměrně chudá na vodu. Najdeme zde jen tři významnější jezera – dvojici jezer Laghi di Fusine a Lago del Predil.

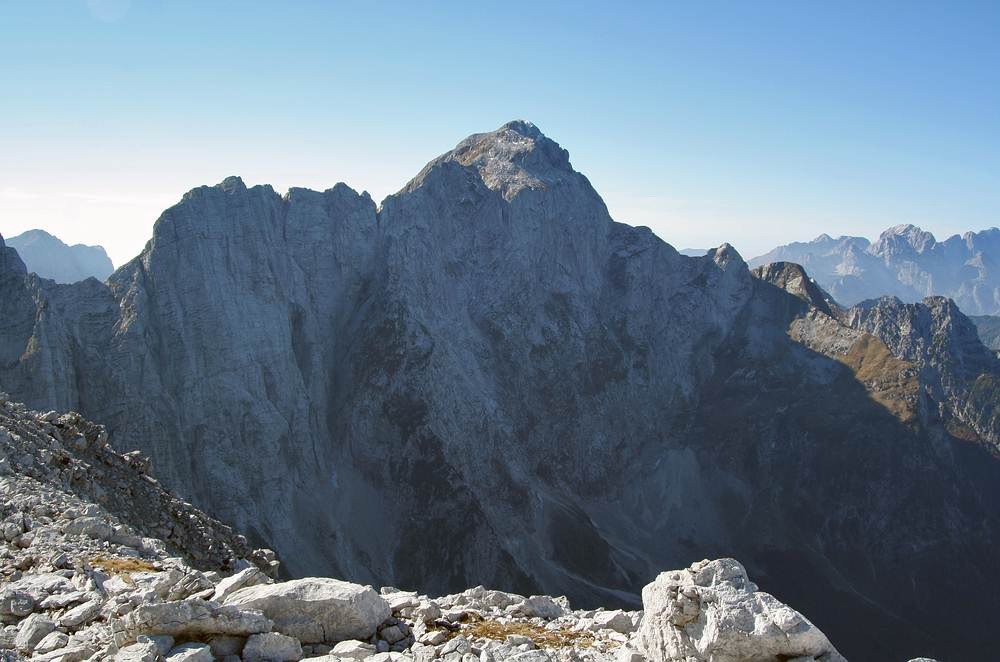
Mangart – severní stěna

Na severovýchodě území leží skupina Mangart. Údolí řeky Rio Grande ji odděluje od nejvyšší skupiny Západních Julských Alp – skupiny Montasio – Fuart (vrchol Jôf di Montasio). Hluboká soutěska řeky Dogna dělí tuto část hor od podstatně nižšího hřebene Jof di Dogna – Due Pizzi. Na jih od řeky Rio del Lago a Raccolana leží poslední významná skupina Canin. Jižní rozsochy pohoří již nemají vysokohorský charakter a dělí se na několik nevýznamných celků.

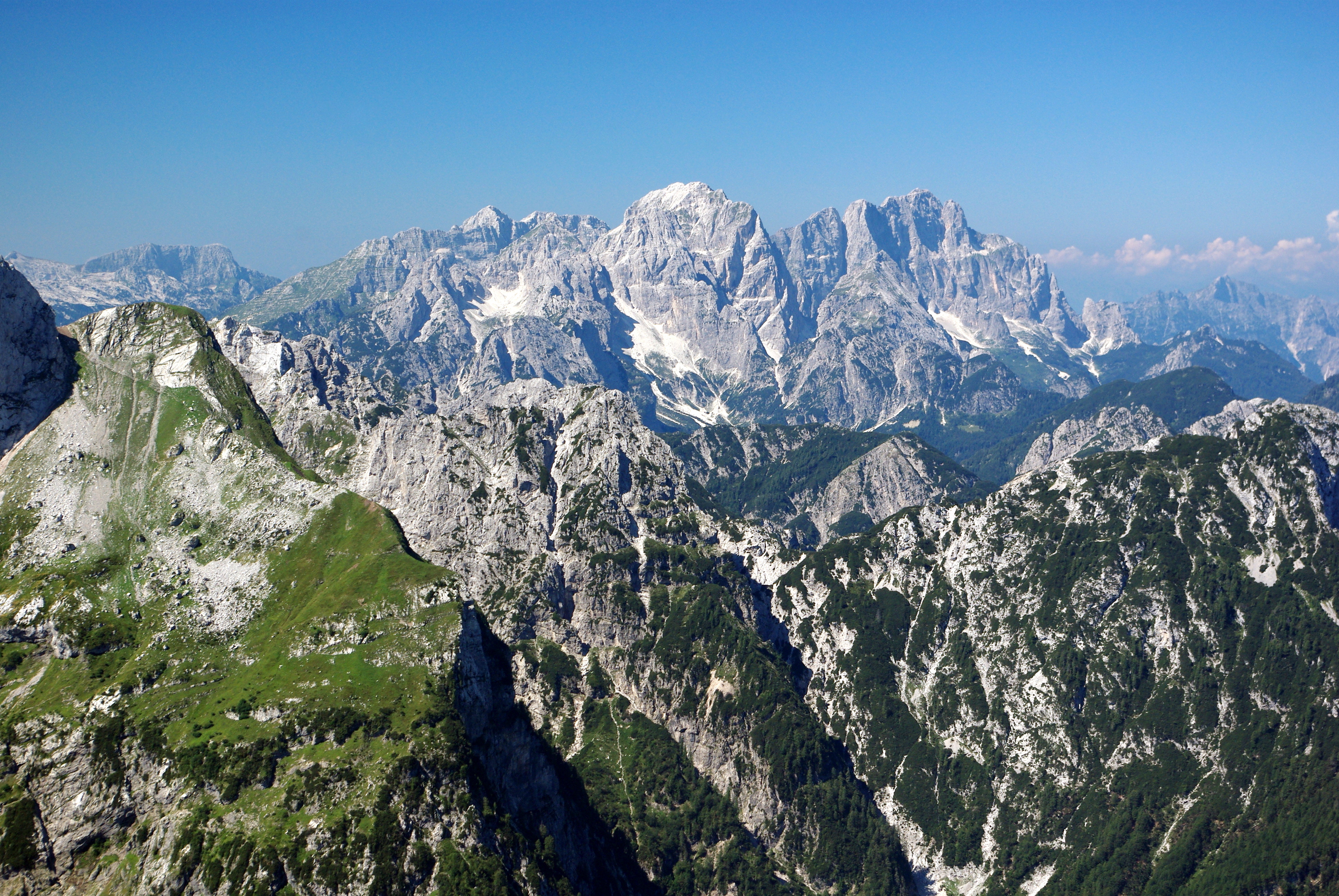
Západní Julské Alpy s Jôf Fuart a Jôf di Montasio

### Horské skupiny
Julské Alpy se dělí na menší skupiny:
Triglavská skupina se nachází ve východní části východních Julských Alp. Nejvyšším vrcholem je Triglav s výškou 2864 m. Skupina představuje nejvyšší oblast Julských Alp s mnoha vrcholy přesahujícími 2500 m. Triglavský ledovec se nachází na severovýchodním svahu Triglavu. Na severu a západě skupina končí Triglavskou severní stěnou, která sestupuje do údolí Vrata, Luknja a Zadnjica. Na jihu přechází v Bohinjské údolí. Součástí této skupiny je také Pokljuka.
Bohinjská skupina, známá jako Bohinjské pohoří, se nachází jižně od Bohinje. Hřeben se táhne od východu na západ. Vrcholy jsou nejnižší ze všech skupin. Nejvyšším bodem je 2398 m vysoký vrchol Veliké Špičje, který se nachází v nejseverozápadnější části skupiny.
Krnská skupina se nachází nad údolím Soča. Na východě navazuje na Bohinjskou skupinu. Nejvyšším vrcholem je Krn vysoký 2245 m. Během První světové války se na Sočské frontě odehrály významné bitvy.
Kaninská skupina je východní skupina západních Julských hor. Nejvyšším vrcholem je Viskoki Kanin s výškou 2587 m. Ve skupině se nachází mnoho krasových útvarů, jako jsou propasti hluboké přes 1000 m, jeskyně a další krasové jevy. Vzhledem k blízkosti moře má pohoří Kanin nejvyšší úhrn srážek ve Slovinsku, což se odráží i v tloušťce sněhové pokrývky, která často přesahuje 7 m.
Montasio – Fuart je skupina, která se celá nachází v Itálii. Nejvyššími vrcholy jsou Jôf di Montasio (2754 m) a Jôf Fuart (2666 m). Vrcholy a hřebeny jsou srázné a rozeklané. Je to nejzápadnější skupina Julských hor, které na západě končí řekou Tagliamento.
Jalovec a Mangart, dvě mohutné hory tyčící se téměř 2000 m nad ledovcovými údolími, jako jsou Tamar a Trenta. Nejvyššími vrcholy jsou Mangart (2678 m) a Jalovec (2645 m). Výstupy na severní výběžky, zejména Mangart, jsou technicky velmi obtížné. Z jižních stran je přístup snazší, ale stále náročný. Na vstupu se napojuje na skupiny Razor a Prisojnik a na jihu na skupinu Kanin. Na severu je ohraničena Údolím horní Sávy.
Skupina Razor a Prisojnik se nachází mezi skupinou Jalovec a Mangart, skupinou Martulj a skupinou Triglav. Nejvyššími vrcholy jsou Razor (2601 m) a Prisojnik (2547 m). Je ohraničen údolím Trenta, Zadnjica, Vršičský průsmyk, Krnica a Vrata.
Martuljská skupina, jedna z nejmohutnějších skupin Julských hor, se pyšní mnoha vrcholy vysokými přes 2600 m, mimořádně obtížným přístupem na vrcholy, divočinou a lesy. Nejvyšší vrchol je Škrlatica (2740 m), Visoki Rokav (2646 m), Oltar (2621 m), Velika Ponca (2602 m). Pouze na Škrlaticu a Špik vede značená turistická stezka, ostatní vrcholy a stěny jsou neoznačené a nezajištěné. Na jihu končí údolím Vrata a na severu a východě Údolím horní Sávy.

## Geologie

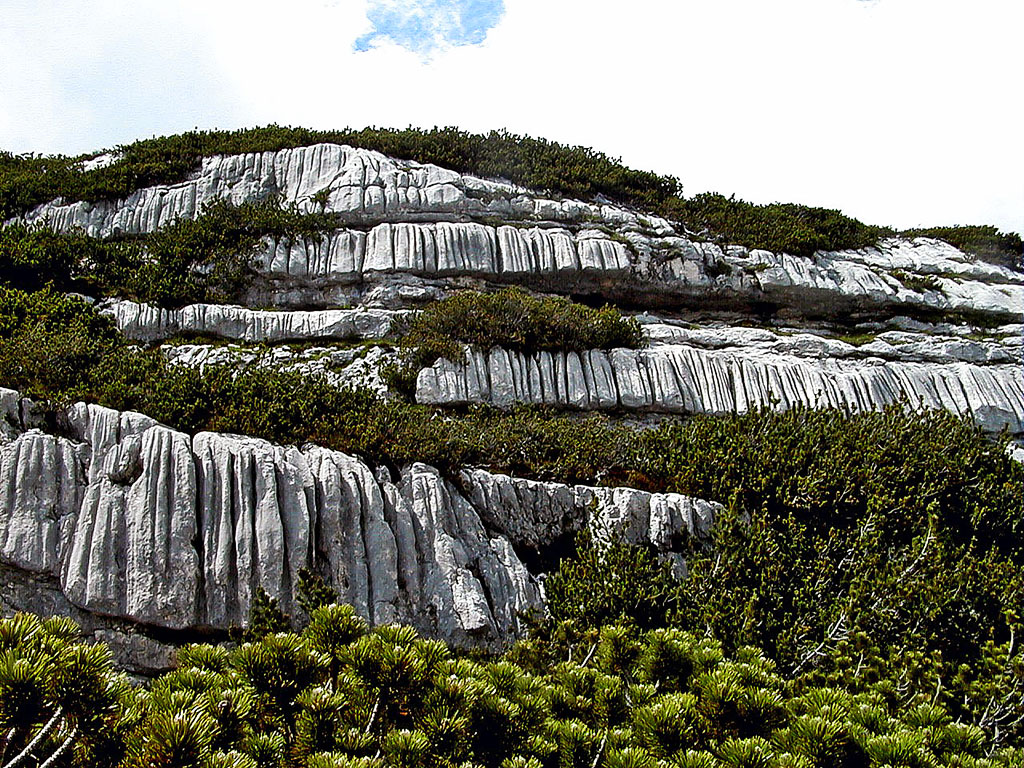
škrapy v údolí Zgornja Komna

Julské alpy jsou budovány druhohorními mořskými sedimenty, převážně 200 milionů let starými triasovými a o něco mladšími (180 milionů let) jurskými vápenci a dolomity. Skalní stěny jsou proto strmé a vrcholy a hřebeny rozeklané. Vápencové a dolomitové vrstvy jsou mocné až 2000 m. Silné alpinské vrásnění před 30 miliony let způsobilo, že se mladší vrstvy hornin zvedly nad starší. Četné zkameněliny vypovídají o tom, že zde kdysi bylo moře. Svahy jsou orientované k jihu, takže jižní svahy bývají méně strmé než severní.
Hlavní masivy Julských Alp jsou tvořeny především wengenskými a dachsteinskými vápenci. Krásné, rovnoběžně poskládané komíny jsou k vidění zejména na úpatí Kaninu a v Dolině Triglavských jezer, kde jsou k vidění četné zkamenělé schránky, megalodonty. Na severním okraji se nacházejí starší horniny, tj. načervenalé nebo nazelenalé slínovce werfenských vrstev a rabštejnské vrstvy tmavošedých vápenců a břidlic. Nad údolími řek Soča a Bača a v Bohinji se nacházejí jurské vrstvy. V okolí Tolminu a v Porezně se nacházejí volchanské vápence z mladších druhohor. Raně křídové vápence v údolí Soči přecházejí do krasového světa Dinárské vrchoviny.
V údolí Soča končí vápence eocenními flyšovými horninami: lavicemi, pískovci a konglomeráty. Během doby ledové, která skončila před 10 000 lety, bylo v Alpách mnoho ledovců, mimo jiné v údolí Sávy a Soči. Vyhloubily horské svahy, vytvořily údolí, vybudovaly prahy, uložily balvany a suť a v údolích vytvořily morény. V holocénu a aluviu způsobilo vnější zvětrávání také chemické změny na povrchu, zatímco tekoucí vody způsobily mechanické změny.
Vnitřní zemské síly vyzdvihující Alpy způsobily četné zlomy, které rozlámaly horninové masivy. Zvláště výrazný je Idrijský zlom, který probíhá ve směru severozápad-jihovýchod a který formoval údolí Idrijky a střední část Soče. 

### Doby ledové
Pleistocén, který trval poslední 2 miliony let, byl v důsledku silného ochlazení obdobím dob ledových. Ve vysokých horách se vytvořily ledové čepice, z nichž se jednotlivé ledovce odlamovaly směrem do údolí. Nejdelší z nich byly ledovce Bohinj a Soča, které byly dlouhé 80 km a sahaly až k dnešní vesnici Most na Soči. Tyto velké ledovce svou obrovskou vahou obrušovaly skalní podloží a rozšiřovaly a prohlubovaly říční údolí. Ledovce ukládaly velké množství morénového materiálu, který nám slouží jako důkaz délky ledovce. Ty také ukládaly obrovské balvany, které se nacházejí ve všech ledovcových údolích. Ledovce vytvořily pánve, v nichž vznikla ledovcová jezera. V údolích se nachází Bledské a Bohinjské jezero a ve vysokých horách Krišská, Triglavská či Krnská jezera. Dodnes se v Julských Alpách dochoval Triglavský ledovec (Triglavski ledenik), který je však pravděpodobně mladšího původu a pochází z "malé doby ledové" mezi 14. a 19. stoletím. Jeho rozloha se značně zmenšila, i když v posledních dvou letech se díky mírně nižším teplotám a dostatku sněhu zvětšila na přibližně 2,5 ha. 

## Vodstvo
Ve Východních Julských Alpách pramení dvě velké řeky: Sáva (povodí Černého moře) a Soča (povodí Jaderského moře). Západní Julské Alpy odvodňuje především Tagliamento, a menší část i řeka Nadiža (Natisone). Nejvíce vody se do řek dostává na začátku léta, kdy ve vysokých horách začíná tát sníh.
V údolích pramení mnoho potoků, které překonávají skalní prahy a vytvářejí četné vodopády, které jsou lákadlem pro turisty. V Julských Alpách se nachází nejmohutnější vodopád Slovinska Boka, který je 106 m vysoký a až 20 m široký. Mezi další významné vodopády patří vodopád Savica pod Komarčou, vodopád Peričnik ve Vrati, vodopády Martuljška, vodopád Gregorčič ve Vrsnu, vodopády na potoce Frantarica a další.
Četná jezera vznikla na nepropustných půdách a v místech, kde ledovcové usazeniny přehradily údolí. Mezi největší patří Bohinjské jezero, Bled, Lago del Predil či dvojice jezer Laghi di Fusine. Ve vysokých horách by bylo jezer jistě více, ale kvůli hustému porostu voda propadává a vrací se na povrch jinde, o čemž svědčí četné závrty, jeskyně a dokonce i ledové jeskyně.
Řeky v Julských Alpách vyhloubily hluboká koryta nebo kaňony. Známé jsou: Vintgar u Bledu, kaňon Mostnice u Staré Fužiny, koryto řeky Soči, koryta Koritnice, Mlinarice, Tolminky a další. 

## Podnebí

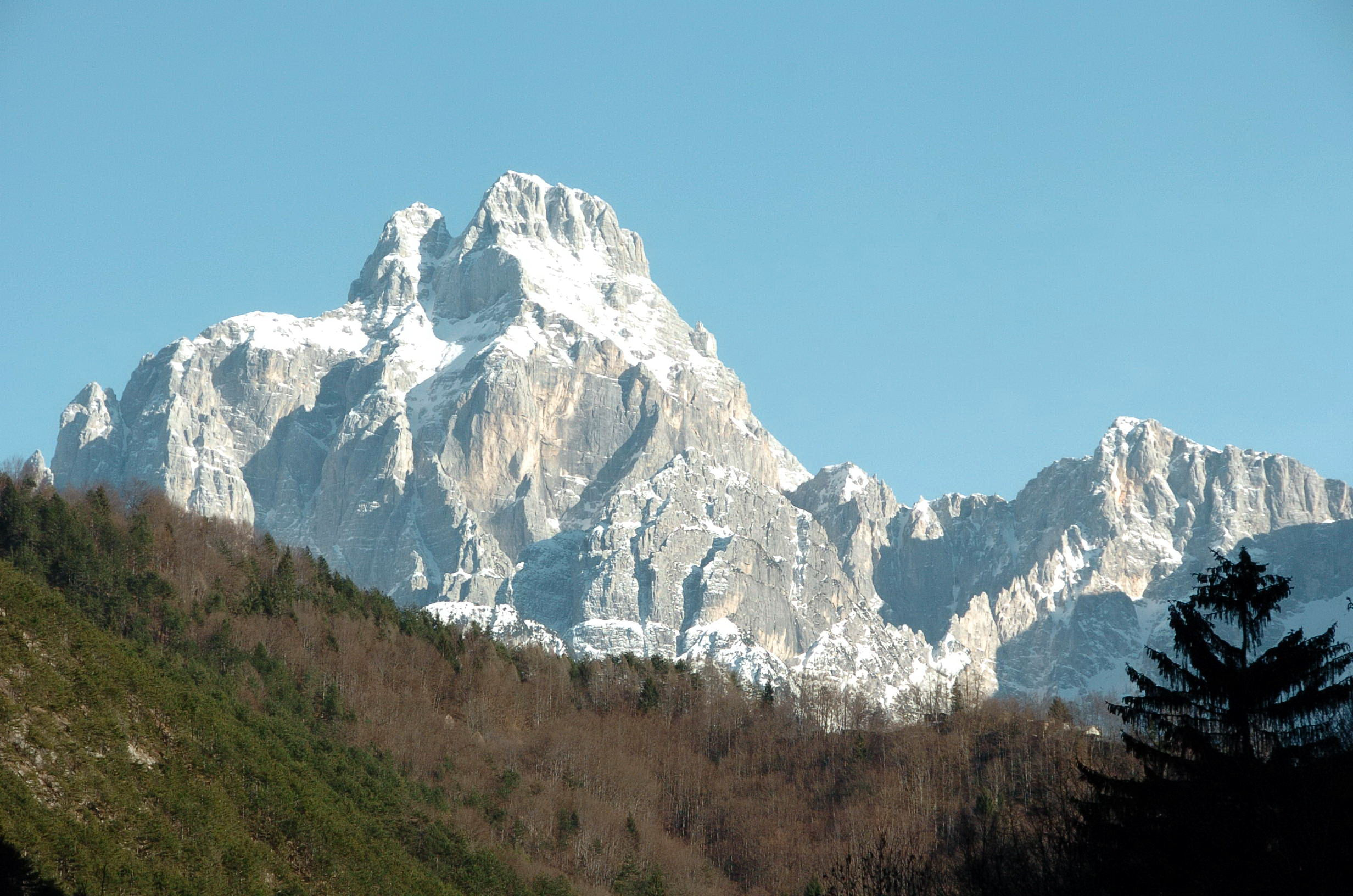
Pohled na Jôf di Montasio od západu z Val Dogna

Podnebí je horské. Vyznačuje se dlouhými zimami a krátkými léty. Srážky jsou časté, ročně jich spadne mezi 1500 a 3000 mm ( nejvíce v horské skupině Kanin či u Bovce), přičemž nejsilnější jsou v podzimních měsících. Průměrná roční teplota na Kredarici (2515 m n. m.) je −1 °C. Severní alpské oblasti jsou o 1–2 °C chladnější. Sníh obvykle padá v zimě, i když nejvyšší vrcholy jsou často "bíle" zasněžené i v létě. Sněhová pokrývka je díky blízkosti moře vysoká, a proto zde vznikla lyžařská střediska. V Kaninu, nejvýše položené lyžařské sjezdovce ve Slovinsku, bylo v dubnu 2009 neoficiálně naměřeno až 11 m sněhu. Fouká zde orkán, zejména když fronta přechází přes exponovanější svahy. Nejčastější je fén, který se v zimě snáší z horských svahů do závětrných údolí. V létě bouřky z horka a přívalové deště často způsobují vzestup řek a sesuvy půdy. 

Nižší části, kotliny a říční údolí se vyznačují intenzivním ohříváním v létě a ochlazováním v zimě. Někdy jsou však kotliny v zimě chladnější než vyšší nadmořské výšky, a to kvůli vrstvě mraků, která obvykle zasahuje až do výšky 1000 m nad mořem. Tomuto jevu se říká tepelná inverze. Průměrná roční teplota v alpských kotlinách se pohybuje kolem 10 °C. 

## Nejvýznamnější vrcholy
- Triglav (2864 m)
- Jôf di Montasio (2753 m)
- Škrlatica (2740 m)
- Mangart (2678 m)
- Jôf Fuart (2666 m)
- Jalovec (2645 m)
- Razor (2602 m)
- Monte Canin (2587 m)
- Prisojnik (2547 m)
- Rjavina (2532 m)
- Špik (2472 m)
- Krn (2244 m)

## Historie a obyvatelstvo
Předpokládá se, že oblast byla osídlena již v době kamenné. Pohřebiště nalezená v Bledu a Bohinji svědčí o pravěkém osídlení: halštatské hroby v Lepenče, keltské, ilyrské a staroslovanské hroby v Bledu a Srednja vas v Bohinji. Na hoře Lipanci byla nalezena pravěká sekera a bronzová dýka. Tito obyvatelé museli ustupovat před Římany a později Langobardy až vysokých hor. Na konci stěhování národů v 6. století osídlili Julské Alpy Slované. Domorodé národy se asimilovaly, zatímco Slované zdědili od Keltů znalost zpracování železa, které se později vyvinulo v hutnictví a nakonec v železárenský průmysl v Jesenici.
Drsné životní podmínky umožňovaly jen řídké osídlení. Ve středověku bylo vykáceno mnoho lesů, aby mohly vzniknout pastviny. Horní hranice osídlení byla 1300 m. V polovině 19. století žila většina lidí ve velké nadmořské výšce. Slované byli okupováni Germány, kteří oblast ovládali po celý středověk až do první světové války. V roce 1866 získala Itálie od Rakouska spolu s Furlanskem i část Julských Alp.
Belsazar Hacquet, který uskutečnil prvovýstup na Triglav (1778), a především propagátor krásy těchto hor a pionýr horolezectví Julius Kugyho, zpřístupnili tuto oblast turistům.
Během 1. světové války procházela Julskými Alpami fronta, na níž se odehrávaly těžké boje - vyčerpávající poziční válka, jejíž následky jsou dodnes patrné v podobě stanovišť, zbytků ostnatého drátu a dokonce i nevybuchlých bomb (viz Horská válka 1915-1918). Po 1. světové válce Itálie získala většinu území Julských Alp, ale po 2. světové válce, která také způsobila obyvatelstvu velké škody, byla nucena se opět stáhnout na rozvodí mezi řekami Tagliamento a Gailitz na jedné straně a Sávou a Sočou na straně druhé. Většina území připadla Jugoslávii (dnes Slovinsko) a Svobodnému území Terst.
S příchodem průmyslové éry získali lidé práci v továrnách a mnoho lidí se přestěhovalo do údolí. Dnes se v údolích nacházejí větší sídla Jesenice, Tolmin, Bovec a Kobarid. S průměrnou hustotou 20 obyvatel na km² jsou Julské Alpy nejřidčeji osídlenou oblastí Slovinska.
Julské Alpy byly a jsou hranicí mezi slovinskou a furlanskou jazykovou oblastí. Ačkoliv byly většinou po celá staletí zcela součástí habsburské říše, prosadila se v nich němčina jen v ojedinělých případech, zejména v jazykovém ostrově Zarz (v dnešním Slovinsku) a v (současnosti italském) údolí Kanaltal (Kanalska dolina). Následně se v této oblasti prosadila také italština, takže dnes je tato oblast čtyřjazyčná. Němci jsou nejméně početní, mají jen několik nesoustředěných oblastí v západních Julských Alpách. Slovinci mimo hranice Slovinska žijí v Rézii pod Kaninem, ve slovinském Benátsku a nemnozí v údolí Kanaltal. 

### Ekonomika, turistika

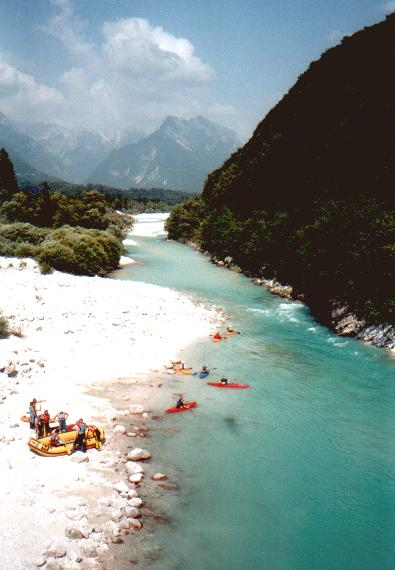
rafting na řece Soča

Nejdůležitějšími hospodářskými odvětvími byly v minulosti lesnictví, zemědělství a těžba. Zejména těžba je v útlumu. Lesnictví je dobře rozvinuté, zejména na náhorních plošinách Gorenjska, kde jsou rozsáhlé smrkové lesy. Na některých vysokohorských náhorních plošinách se stále pase dobytek a chová se mléko. Ubývá průmyslu a přibývá služeb.
Cestovní ruch je v současnosti jistě velmi důležitým hospodářským odvětvím. Nedotčená příroda láká turisty. V létě je oblíbené horolezectví, pěší turistika a cykloturistika a stále častěji také různé adrenalinové sporty, jako je rafting, a koupání v Bohinjském a Bledském jezeře. V zimě se zde provozuje alpské lyžování (Kranjska Gora, Vogel, Kanin, Tarvisio), sáňkování a běh na lyžích a biatlon (Pokljuka). Kranjska Gora je každoročně dějištěm závodů Světového poháru v lyžování, Pokljuka závodů v biatlonu a Planica závodů ve skocích na lyžích. 
Turistika v Julských Alpách je velmi rozvinutá a má bohatou historii. Ve všech horských skupinách je dostatek horských chat a bivaků. Značené cesty vedou na všechny významnější vrcholy včetně té nejvyšší – Triglavu. Mnohé vrcholy jsou zpřístupněny zajištěnými cestami (ferratami). 

## Ochrana přírody

### Fauna, flora
Fauna Julských je bohatá na druhy. Kromě obvyklých volně žijících alpských živočichů jako je kozorožec, kamzík, jelen či tetřev se občas oblastí potuluje medvěd hnědý;  dokonce tu žije i rys. Ve vzduchu je viditelný orel skalní. Z hadů stojí za zmínku zmije růžkatá a zmije obecná. Z četných endemických druhů je to např. lososovitá ryba Salmo marmoratus, která se vyskytuje v řece Soča a některých dalších řekách tekoucích do Jaderského moře.
Pohoří je neobyčejně bohaté na květenu. Ve vysokých polohách roste mnoho velmi odolných rostlin – lomikámen, netřesk, několik druhů hořců, julský mák a plesnivec alpský. Některé druhy rostlin nenajdeme nikde jinde, než na území Julských Alp, např. zvonek Zoissův.

### Triglavský národní park a biosférická rezervace

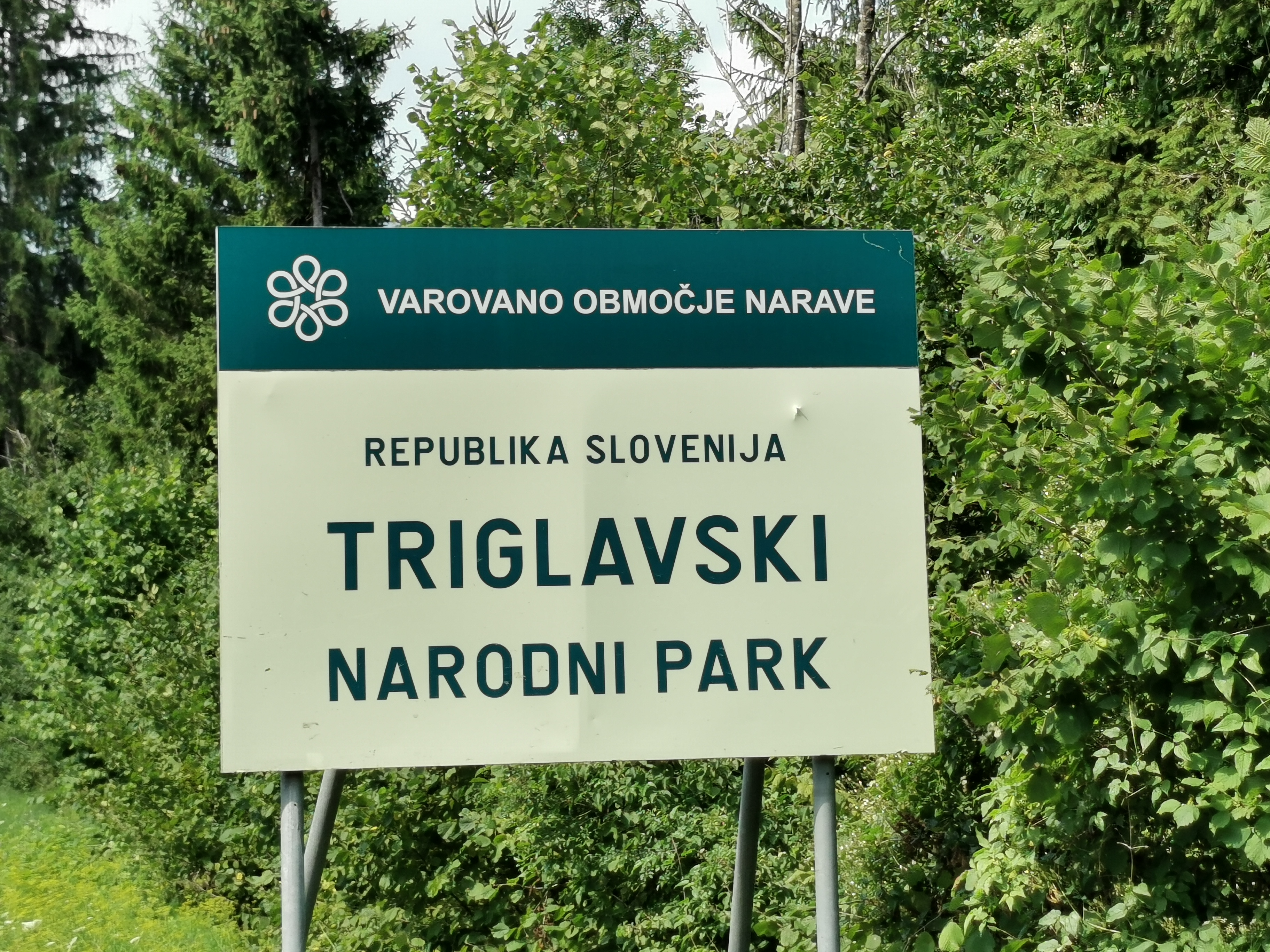
Tabule označující začátek národního parku

Z důvodu ochrany přírody byl ve slovinské části pohoří zřízen Triglavský národní park. Má rozlohu je 840 km2, což jsou 4 % území celého Slovinska. Svou plochou patří mezi největší chráněné území v Alpách. Na území parku převládá vysokohorský kras. Vegetace parku je typicky alpská, ale díky blízkosti Jaderského moře a vlivu středomořského klimatu se v jihozápadní části parku vyskytují i tyto středomořské rostliny. Park byl pojmenován podle nejvyšší slovinské hory Triglav, která leží téměř uprostřed parku. Správa parku sídlí v Bledu. V parku se vyskytují jeleni, srnci, kamzíci, kozorozi, medvědi a vlci.
Oblast Julských Alp na slovinském území je od roku 2003 zapsána na seznamu biosférických rezervací UNESCO.